# Huw Warren

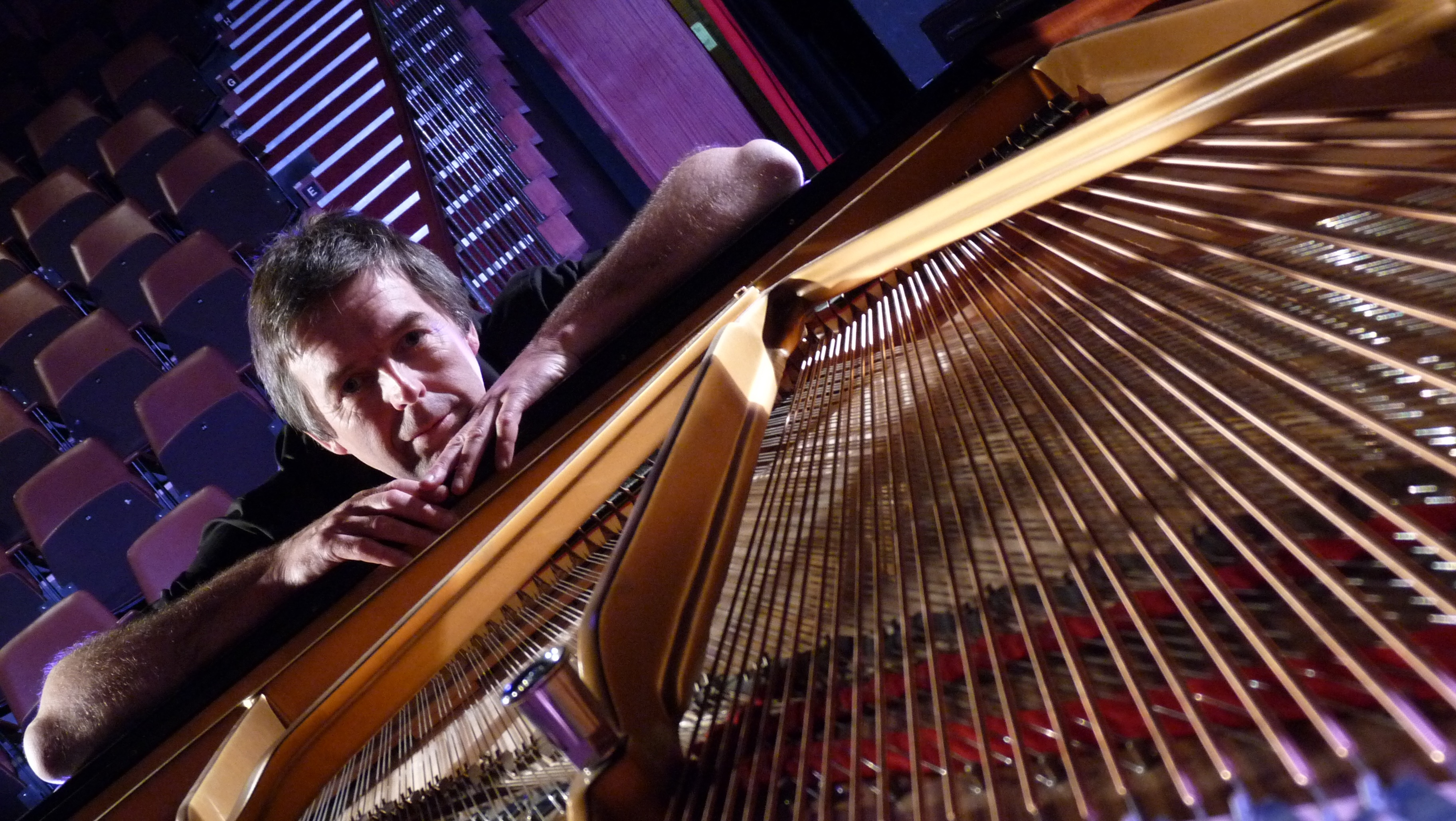
Huw Warren

Huw Warren  (* 1962) ist ein britischer Jazzmusiker (Piano, Orgel, Cello und Akkordeon) und Komponist. Nach Ansicht von Richard Cook und Brian Morton bezieht er in seinen Stil Elemente von Jazz, Folk und walisischer Kirchenmusik ein.

## Leben
Huw Warren stammt von der Gower-Halbinsel im Süden von Wales, lernte zunächst Cello und Klavier und spielte als Jugendlicher in den regionalen Clubs in Südwales. Später studierte er am Goldsmiths College und der Guildhall School of Music. Bekannt wurde er in den 1980er Jahren durch seine Mitgliedschaft in den Formationen von June Tabor, den Loose Tubes und den Perfect Houseplants, die er 1988 mitbegründete. Mit Stuart Hall, Eddie Parker und Martin France gründete Hall die Hermetologist, die die Musik von Hermeto Pascoal spielen. Warren nahm ab Ende der 1990er Jahre für das Label Babel eine Reihe von Alben unter eigenem Namen auf. Mitwirkende Musiker waren u. a. Mark Lockheart, Steve Argüelles, Mark Feldman, Martin France und Peter Herbert. Warren arbeitete außerdem mit Michael Gibbs, Billy Jenkins, Christine Tobin und Kenny Wheeler.
2002 arbeitete er mit der walisischen Sängerin Lleuwen Steffen (God Only Knows (Duw a Wyr)), bei dem er alte walisische Hymnen um die Jahrhundertwende verwendete und mit dem Saxophonisten Mark Lockheart spielte. 2006 arbeitete er mit Gee Vaucher bei der Produktion des Films Gower Boy zusammen. 2007 war er künstlerischer Leiter des New Jazz Festival in Llangollen.
In seiner Tätigkeit als Komponist schrieb er u. a. für das Scottish Chamber Orchestra and Choir, sowie die Werke Riot (für Piano Zircus), Steamboat Bill Jnr (neue Filmmusik für einen Film mit Buster Keaton), New Folk Songs (für Perfect Houseplants und Pamela Thorby), Lullaby Exit Bear und Musik für eine Neuproduktion des Jean-Cocteau-Werks Monologues am Lyric Theatre in London.
Warren ist mit der Violaspielerin Maria Lamburn verheiratet und lebt in Gwynedd.

## Preise und Auszeichnungen
Warren wurde 2005 mit dem BBC Jazz Award ausgezeichnet. 2013 war er Artist in Residence auf dem Brecon Jazz Festival, wo er mit Maria Pia De Vito auftrat. Das Album Quercus, gemeinsam mit June Tabor und Iain Ballamy, wurde mit dem Preis der deutschen Schallplattenkritik 2013 ausgezeichnet.

## Diskografische Hinweise
- A Barrel Organ Far from Home (Babel, 1997)
- Infinite Riches in a Little Room (Babel, 2001)
- Hundred of Things a Boy Can Make (Babel, 2001)
- Duw A Wyr (God only Knows) (Babel, 2002)
- Everything In Between (CAM Jazz, 2018)
- Live at Ucheldre, Vol 2 (2020)
- Angharad Jenkins & Huw Warren. Calennig (2023)